# Équipe de Mongolie de curling
L'équipe de Mongolie de curling est la sélection qui représente la Mongolie dans les compétitions internationales de curling. En 2017, les équipes ne sont pas classées.

## Historique
Il existe un sport traditionnel mongol appelé Shagain Naadam qui peut s'apparenter au curling à la différence que les blocs de granit sont remplacés par des os de chèvre ou de mouton.
En février 2011, des amateurs de curling ont formé la première union de curling du pays avec comme président S.Natsagdorj, directeur de l'école Erdem TV. Une rencontre a eu lieu avec la Fédération mondiale de curling lors des 25e Universiades d'hiver en Turquie.
En 2012, la Mongolie devient membre de la fédération et bénéficie du programme de développement avec l'envoi de matériel et d'entraineurs. L'union prévoit de construire une patinoire couverte à Oulan-Bator même si la pratique peut se faire en plein air.